# Tattoo (skladba)
„Tattoo“ je instrumentální skladba britského multiinstrumentalisty Mika Oldfielda. Vydána byla jako jeho třicátý třetí singl na konci roku 1992 a v britské hudební hitparádě se umístila nejlépe na 33. příčce.
Skladba „Tattoo“ pochází z Oldfieldova alba Tubular Bells II, které vyšlo v létě 1992. Na singlu se vyskytuje její upravená a zkrácená verze. B stranu singlu zabírá instrumentálka „Silent Night“, přepracovaná verze písně „Tichá noc“.
Singl vyšel kromě sedmipalcové gramofonové desky i na CD. To navíc obsahuje skladbu „Sentinel“ v živém podání z koncertní premiéry Tubular Bells II na edinburském hradě ze září 1992.
V prosinci 1992 vyšla také samostatná druhá část singlu „Tattoo“ s názvem „Live at Edinburgh Castle EP“. Toto minialbum vyšlo pouze na CD a obsahuje čtyři skladby nahrané na koncertě Tubular Bells II na edinburském hradě v září 1992.

## Seznam skladeb
7" verze
1. „Tattoo (Edit)“ (Oldfield) – 3:41
2. „Silent Night“ (tradicionál, aranžmá: Oldfield) – 4:19

CD verze
1. „Tattoo (Edit)“ (Oldfield) – 3:41
2. „Silent Night“ (tradicionál, aranžmá: Oldfield) – 4:19
3. „Sentinel (Live)“ (Oldfield) – 8:06

Live at Edinburgh Castle EP
1. „Tattoo“ (Oldfield) – 3:44
2. „Maya Gold“ (Oldfield) – 4:10
3. „Moonshine“ (Oldfield) – 1:42
4. „Reprise“ (Oldfield) – 1:20